# Styrstads socken
Styrstads socken i Östergötland ingick i Lösings härad, uppgick 1952 i Norrköpings stad och området ingår sedan 1971 i Norrköpings kommun och motsvarar från 2016 Styrstads distrikt.
Socknens areal är 20,64 kvadratkilometer, varav 20,48 land. År 2000 fanns här 6 493 invånare. Delar av tätorterna Norrköping och Ljunga samt kyrkbyn Styrstad med sockenkyrkan Styrstads kyrka ligger i denna socken. 

## Administrativ historik
Styrstads socken har medeltida ursprung. 
Vid kommunreformen 1862 övergick socknens ansvar för de kyrkliga frågorna till Styrstads församling och för de borgerliga frågorna till Styrstads landskommun. Landskommunen inkorporerades 1952 i Norrköpings stad som 1971 uppgick i Norrköpings kommun. Församlingen uppgick 2010 i Norrköpings S:t Johannes församling.
1 januari 2016 inrättades distriktet Styrstad, med samma omfattning som församlingen hade 1999/2000.  
Socknen har tillhört samma fögderier och domsagor som Lösings härad. De indelta soldaterna tillhörde  Första livgrenadjärregementet, Östanstångs kompani och Andra livgrenadjärregementet, Liv-kompaniet.

## Geografi
Styrstads socken ligger strax öster om Norrköping söder om innersta Bråviken. Socknen är en slättbygd med några smärre kullar.

## Fornlämningar

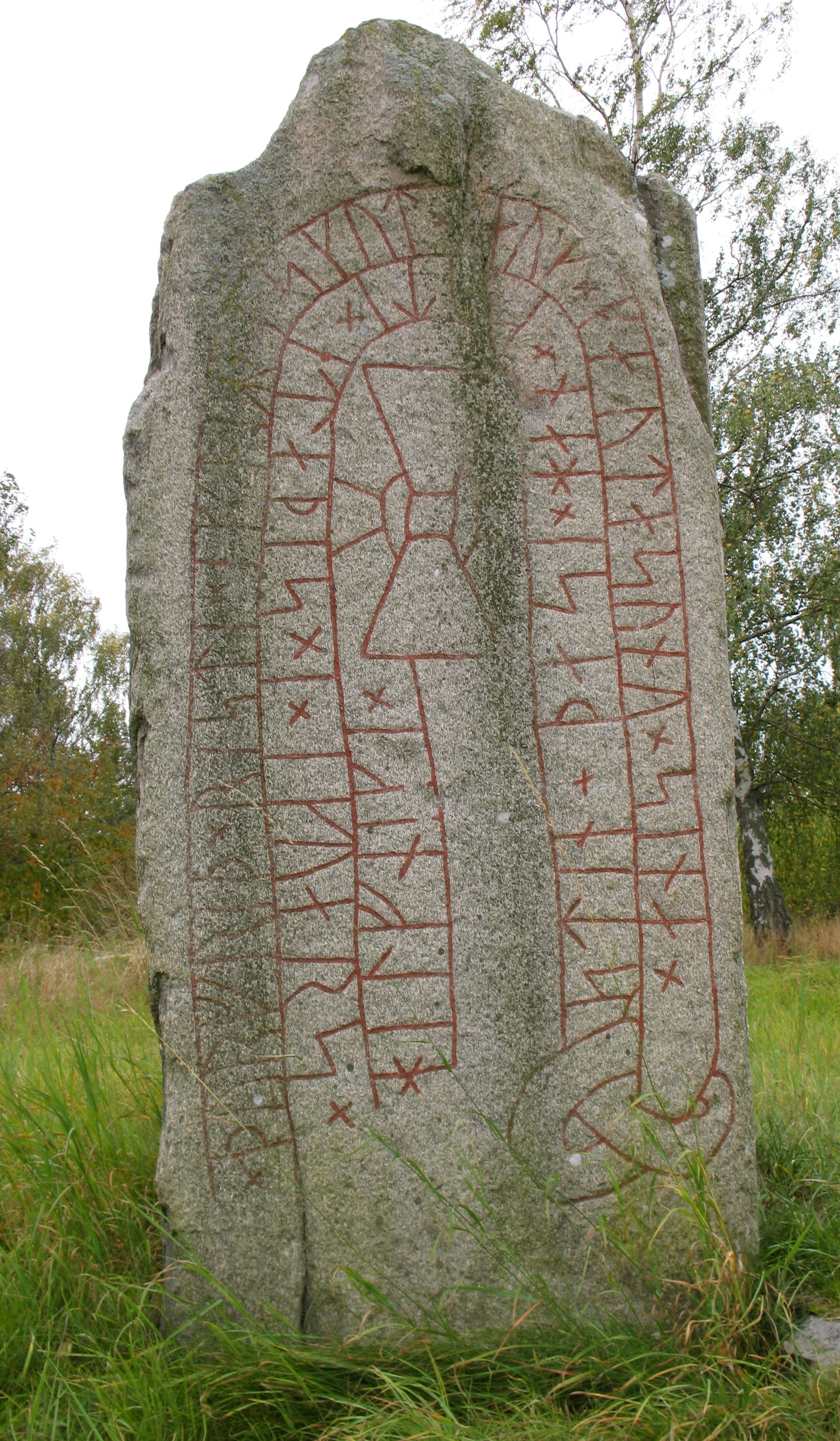
Östergötlands runinskrifter 155, en Ingvarssten vid Bjällbrunna ägor

Kända från socknen är spridda skärvstenshögar och stensättningar från bronsåldern samt 23 gravfält och stensträngar från järnåldern. Tre runristningar är kända, varav två vid kyrkan.

## Namnet
Namnet (1396 Stythilstatha) kommer från kyrkbyn. Förleden anses vara ett mansnamn Stydhil, i sig baserat på stydhil, 'stötta, stöd'. Efterleden är  sta(d), 'ställe'.
Namnet på kyrksocknen skrevs före 1940 även Styrestads socken.

### Fotnoter
1. 1 2  Svensk Uppslagsbok andra upplagan 1947–1955: Styrstad socken
2. 1 2  Harlén, Hans; Harlén Eivy (2003). Sverige från A till Ö: geografisk-historisk uppslagsbok. Stockholm: Kommentus. Libris 9337075. ISBN 91-7345-139-8
3. ↑  ”Församlingar”. Statistiska centralbyrån. https://www.scb.se/hitta-statistik/regional-statistik-och-kartor/regionala-indelningar/forsamlingar/. Läst 30 december 2022.
4. ↑  Administrativ historik för Styrstad socken (Klicka på församlingsposten). Källa: Nationella arkivdatabasen, Riksarkivet.
5. ↑  ”Karta över Lösings härad från 1868”. Arkiverad från originalet den 3 oktober 2017. https://web.archive.org/web/20171003142559/http://kartavdelningen.sub.su.se/images/Ek/E/E-Losing/openlayers.html. Läst 13 april 2018.
6. 1 2  Sjögren, Otto (1931). Sverige geografisk beskrivning del 2 Östergötlands, Jönköpings, Kronobergs, Kalmar och Gotlands län. Stockholm: Wahlström & Widstrand. Libris 9939
7. 1 2  Nationalencyklopedin
8. ↑  Fornlämningar, Statens historiska museum: Styrstads socken
9. ↑  Fornminnesregistret, Riksantikvarieämbetet: Styrstads socken Fornminnen i socknen erhålls på kartan genom att skriva in sockennamn (utan "socken") i "Ange geografiskt område"
10. ↑  Mats Wahlberg, red (2003). Svenskt ortnamnslexikon. Uppsala: Institutet för språk och folkminnen. Libris 8998039. ISBN 91-7229-020-X. https://isof.diva-portal.org/smash/get/diva2:1175717/FULLTEXT02.pdf